# Rolf Janson
Rolf Gunnar Janson, född 21 augusti 1925 i Göteborg, död 1 juli 2017 i Särö, var en svensk tidnings- och bokförläggare.

## Karriär

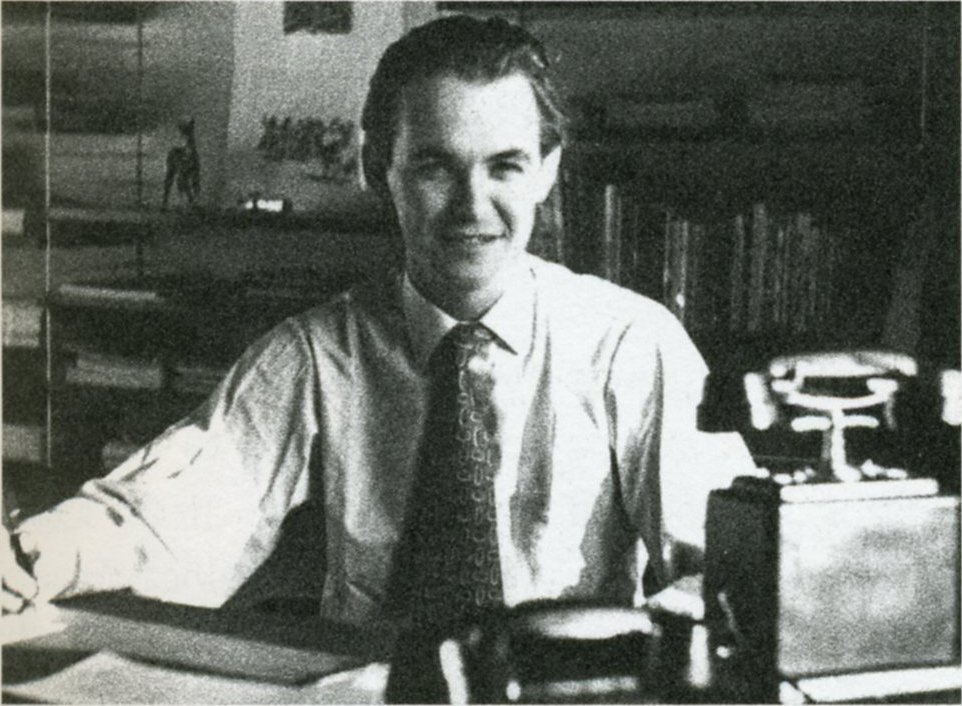
Rolf Janson som nybliven Fantomen-redaktör på Serieförlaget, hösten 1950.

Janson studerade vid Rygaards reklamakademi i Stockholm 1946–1948 och anställdes vid Åhlén & Åkerlund 1949, där han var försäljningschef 1956–1959. Han var förlagschef vid Williams förlag i Bromma 1959–1964, verkställande direktör för Bokförlaget Bra Böcker i Höganäs 1965–1979 och verkställande direktör för Förlags AB Wiken i Höganäs 1979–1991.
Janson startade bland annat tidningen Fantomen 1950 och Tuff och Tuss 1953. Williams förlag gav ut bland annat Illustrerade Klassiker och tidningen Svenska Mad. Han startade 1965 bokförlaget Bra Böcker, som efter expansion flyttade till Höganäs. Förlaget utgav bland annat Bra Böckers lexikon och Nationalencyklopedin.

### Rolf Janson i populärkulturen
Katten Janson i den tecknade serien Bamse lär ha fått sitt namn som en hyllning till Rolf Janson från upphovsmannen Rune Andréasson. De båda var nära vänner.

## Utmärkelser, ledamotskap och priser
- 1972 – Trevipriset
- 1983 – Svenska marknadsledargruppens guldplakett[10][11]
- 1984 – Plakett från Riksförbundet för hembygdsvård[12]
- 1986 – Kungliga Patriotiska Sällskapets näringslivsmedalj[13][14]
- 1991 – Glasnyckeln från Skandinaviska deckarsällskapet[15]
- 1992 – Höganäs kommuns hedersstipendium
- 1992 – Serafimermedaljen i guld av 8:e storleken
- 1994 – Hedersdoktor vid Humanistiska fakulteten vid Göteborgs universitet[16]
- 1995 – Alf Henrikson-priset[17]
- 2005 – Höganäs kommuns hedersdiplom
- 2011 – Svenska Serieakademins heders-Adamson
- Ledamot av Vetenskapssocieteten i Lund (LVSL)[18]